# Oestophora ortizi
Oestophora ortizi е вид коремоного от семейство Trissexodontidae. Видът е почти застрашен от изчезване.

## Разпространение
Разпространен е в Испания.